# Костанайнефтепродукт
«Қостанайнефтепродукт» — компания, расположенная в городе Костанай. Основным видом деятельности является приобретение, переработка и переработка нефти, поставка и хранение нефтепродуктов. Компания была основана в 2005 году.

## Деятельность
Основным видом деятельности является производство нефтепродуктов на территории Казахстана. В настоящее время ТОО «Костанайнефтепродукт» является одним из ведущих дистрибьюторов горюче-смазочных материалов, что обеспечивается крупными производственными мощностями: нефтебазами в г. Костанай и в с. Приуральское Карабалыкского района, нефтесклады в городах Житикара и Аркалык, разветвлённая сеть АЗС, охватывающая практически все районы Костанайской области.

### Сеть АЗС
Одно из ключевых направлений работы компании — развитие розничной сети АЗС под брендом «Мұнай өнімдері». Насчитывается 47 заправочных станций. Они расположены в населенных пунктах, на трассах и имеют подъезды и выезды для большегрузных машин. Практически в каждой АЗС имеется минимаркет. В трёх АЗС в городе Костанай имеются автомоечные комплексы и услуги шиномонтажа.

### Доставка нефтепродуктов
ТОО «Костанайнефтепродукт» оказывает услуги по доставке продаваемых нефтепродуктов своим покупателям. Клиентами являются крупные промышленные предприятия, строительные и торговые организации, автотранспортные предприятия, автозаправочные станции, предприятия агропромышленного комплекса. Любая партия нефтепродуктов сопровождается паспортами и сертификатами качества. Стоимость продукции обсуждается в каждом конкретном случае.

## События
- В 2014 году «Мұнай өнімдері» помогли топливом меценату Валерию Ванчугову[3]
- Во время резкого скачка цен в 2017 году, в Костанайской области свободная реализация бензина была только на АЗС «Мұнай өнімдері»[4]
- В январе 2017 года, Арарат Кещян посетил АЗС в Карабалыкском районе и сделал селфи с оператором Раисой Нуриевой.[5]

## Награды
В 2015 году департамент госдоходов по Костанайской области вручил главе ТОО «Костанайнефтепродукт» звание лучшего налогоплательщика в номинации «Акцизы».